# Asplenosorus × boydstonae
Asplenosorus × boydstonae là một loài dương xỉ trong họ Aspleniaceae. Loài này được K.S. Walter mô tả khoa học đầu tiên năm 1982.